# Will Dennis
William „Will“ Jonathan Dennis (* 10. Juli 2000) ist ein englischer Fußballtorhüter, der beim AFC Bournemouth in der Premier League unter Vertrag steht.

## Karriere
Will Dennis wuchs in Hertfordshire auf und begann seine Karriere bei Luton Town, bevor er in die Jugendakademie des FC Watford wechselte. Im Jahr 2016 kam er zum AFC Bournemouth. Im Oktober 2017 erhielt er einen Vertrag als Profi bei dem Verein. Im selben Monat wechselte Dennis auf Leihbasis zum FC Guernsey in die Isthmian League und debütierte beim 2:1-Sieg über Carshalton Athletic. Er bestritt bis zum Jahresende 2017 insgesamt 13 Spiele für Guernsey. Im Januar 2018 wechselte Dennis auf Leihbasis zum FC Weymouth und bestritt 20 Spiele in der Southern Football League.
Zu Beginn der Saison 2019/20 wurde er in den Kader der ersten Mannschaft von Bournemouth berufen. Er unterzeichnete im März 2020 einen neuen Dreieinhalbjahresvertrag und startete die Saison 2020/21 als dritter Torhüter hinter Asmir Begović und Mark Travers. Dennis gab sein Debüt in der ersten Mannschaft von Bournemouth am 9. Januar 2021 im FA Cup gegen Oldham Athletic.
Dennis kam im Dezember 2021 als Notleihe zum FC Wealdstone und gab bei einer 0:1-Niederlage gegen Halifax Town sein Debüt in der National League, bevor er von Bournemouth zurück berufen wurde. Im Januar 2023 wurde er mit einer Vertragsverlängerung um 18 Monate belohnt und wechselte auf Leihbasis zu Slough Town in die National League und absolvierte 21 Ligaspiele.
In der Saison 2023/24 wechselte Dennis für eine Saison auf Leihbasis zum schottischen Erstligisten FC Kilmarnock.